# 백이행
백이행(白彛行, 1845년 ~ 1935년)은 대한제국과 일제강점기의 교육인이다. 평안북도 정주군 출신이다. 호는 치당(恥堂). 본관은 수원이다.

## 생애
백이행은 평안북도 정주군의 부호(鳧湖)에서 백시훈(白時塤)의 장남으로 태어났다. 홍경래의 난에 대항하여 창의한 의병장 수와(守窩) 백경해의 증손이다. 문천군수(文川郡守)와 우부승지(右副承旨)를 지낸 백종걸(白宗杰)의 손자다. 부호육영소학교(鳧湖育英小學校)를 설립하였다. 1907년 12월 남강 이승훈(李昇薰)이 정주(定州)에 설립한 오산학교(五山學校)의 초대 교장을 맡았다.

## 평가
오산학교가 설립될 무렵 백이행은 이미 60세가 훨씬 넘어 당시로서는 상당한 고령임에도 초대 교장을 맡게 된 것은 당시 보수적인 양반 계층의 자제들을 기독교계인 오산학교로 불러들이기 위해서는 백이행의 역할이 필요했기 때문이었다. 백이행은 육영사업가였고, 더욱이 기독교 신자였다. 관서지방의 유력한 유림 양반가 출신으로 지역에서 상당한 지도력과 영향력을 가졌던 백이행의 연륜과 도움이 설립자인 이승훈으로서는 절실했기 때문이었다. 백이행은 종제인 백희행 등과 종교가 달라 소원한 사이였음에도 자제들을 오산학교로 보내도록 교유하여 실제로 온 집안의 조카들과 손자들이 대거 오산학교를 다니게 된다. 이러한 점은 실제로 설립 초기의 오산학교 운영에 많은 도움이 되었다.

## 가족관계
- 증조부 : 백경해(白慶楷, 1765년 ~ 1842년), 한성부좌윤(漢城府左尹)
  - 조부 : 백종걸(白宗杰, 1800년 ~ 1876년), 우부승지(右副承旨)
    - 부 : 백시훈(白時塤, 1829년 ~ 1899년), 평북 주사(平北 主事)
      -         - 아들 : 백학제(白鶴濟, 1883년 ~ ), 농민계몽운동가
        - 아들 : 백웅제(白雄濟, 1899년 ~ )
        - 딸 : 백숙량(白淑良, 1888년 ~ ?)
        - 사위 : 현상윤 (玄相允, 1893년 ~ 1950년), 보성전문학교 교장, 고려대학교 초대 총장

      - 동생 : 백범행(白範行, ? ~ ? ), (삼)재종숙((三)再從叔) 백시황(白時璜)에게 출계(出系)
      - 동생 : 백언행(白彦行, 1865년 ~ )
        - 조카 : 백형제(白亨濟, 1886년 ~ )

    - 숙부 : 백시증(白時增, 1844년 ~ 1917년)
      - 종제 : 백희행(白禧行, 1869년 ~ 1954년)
        - 백용제(白龍濟, 1887년 ~ 1909년)
        - 백봉제(白鳳濟, 1896년 ~ 1946년) 오산학교 출신
        - 백인제(白麟濟, 1898년 ~ ?) 오산학교 출신, 서울대 의대 교수, 백인제병원 설립자
        - 백붕제(白鵬濟, 1910년 ~ ?) 오산학교 출신, 고등문관시험 사법.행정 양과 합격, (친일 관료)